# Mechernich
Mechernich is een stad en gemeente in de Duitse deelstaat Noordrijn-Westfalen, gelegen in de Kreis Euskirchen. De gemeente Mechernich telt 27.986 inwoners (31 december 2020) op een oppervlakte van 136,46 km². Naburige steden zijn onder andere Bad Münstereifel, Euskirchen en Schleiden.

## Plaatsen in de gemeente Mechernich
Mechernich bestaat uit de volgende 44 plaatsen:
Antweiler, Berg, Bergbuir, Bergheim, Bescheid, Bleibuir, Breitenbenden, Denrath, Dreimühlen, Eicks, Eiserfey, Firmenich, Floisdorf, Gehn, Glehn, Harzheim, Heufahrtshütte, Holzheim, Hostel, Kalenberg, Kallmuth, Katzvey, Kommern, Kommern-Süd, Lessenich, Lorbach, Lückerath, Mechernich, Obergartzem, Rissdorf, Roggendorf, Satzvey, Schaven, Schützendorf, Strempt, Urfey, Voißel, Vollem, Vussem, Wachendorf, Weiler am Berge, Weißenbrunnen, Weyer en Wielspütz.

## Naburige gemeentes
- Zülpich
- Euskirchen
- Bad Münstereifel
- Nettersheim
- Kall (Duitsland)
- Schleiden
- Heimbach (Eifel)

## Infrastructuur
De Bundesstraße 265, richting Keulen en de Bundesstraße 258, richting Monschau en België, kruisen elkaar te Schleiden. Mechernich ligt in de Eifel en er lopen verscheidene langeafstands-fietsroutes door de gemeente.

## Bezienswaardigheden
- Verspreid door de gemeente staan negen kastelen of ruïnes daarvan; deze zijn doorgaans privé bewoond en niet opengesteld voor bezichtiging; Kasteel Satzvey kan bezichtigd worden.
- De 19e-eeuwse R.K. dorpskerk van Roggendorf met een fraai altaarstuk uit omstreeks 1500.
- Ook diverse andere dorpen in de gemeente hebben een bezienswaardig, rooms-katholieke kerk met vaak een fraai barok interieur. Veel kerken in de gemeente zijn aan Johannes de Doper gewijd.
- Het mijnbouwmuseum te Günnersdorf.
- Restanten van een oud Romeins aquaduct nabij Mechernich.
- Openluchtmuseum Kommern.
- De Broeder-Klauskapel in Wachendorf

## Afbeeldingen

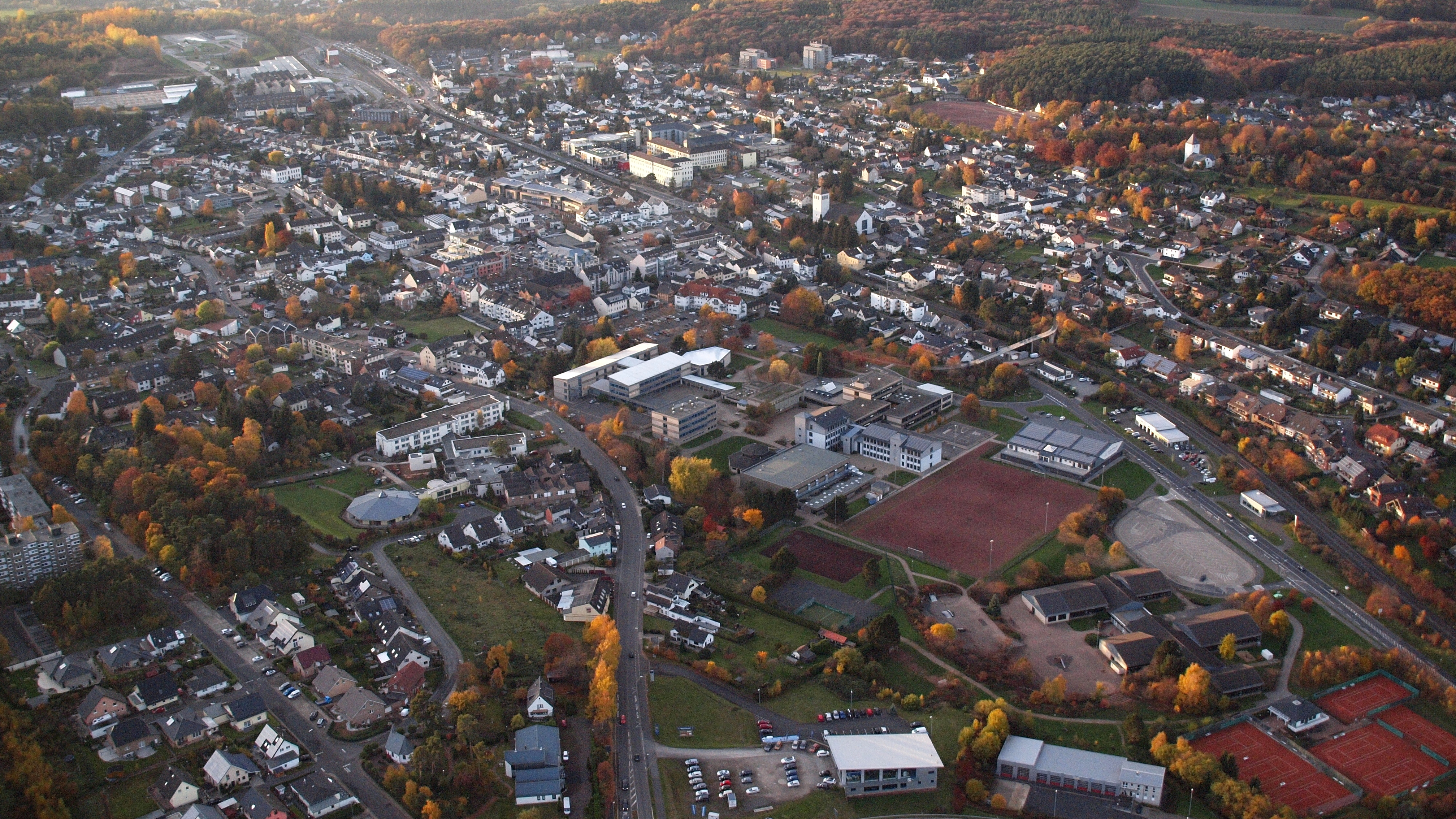
Gezicht op Mechernich
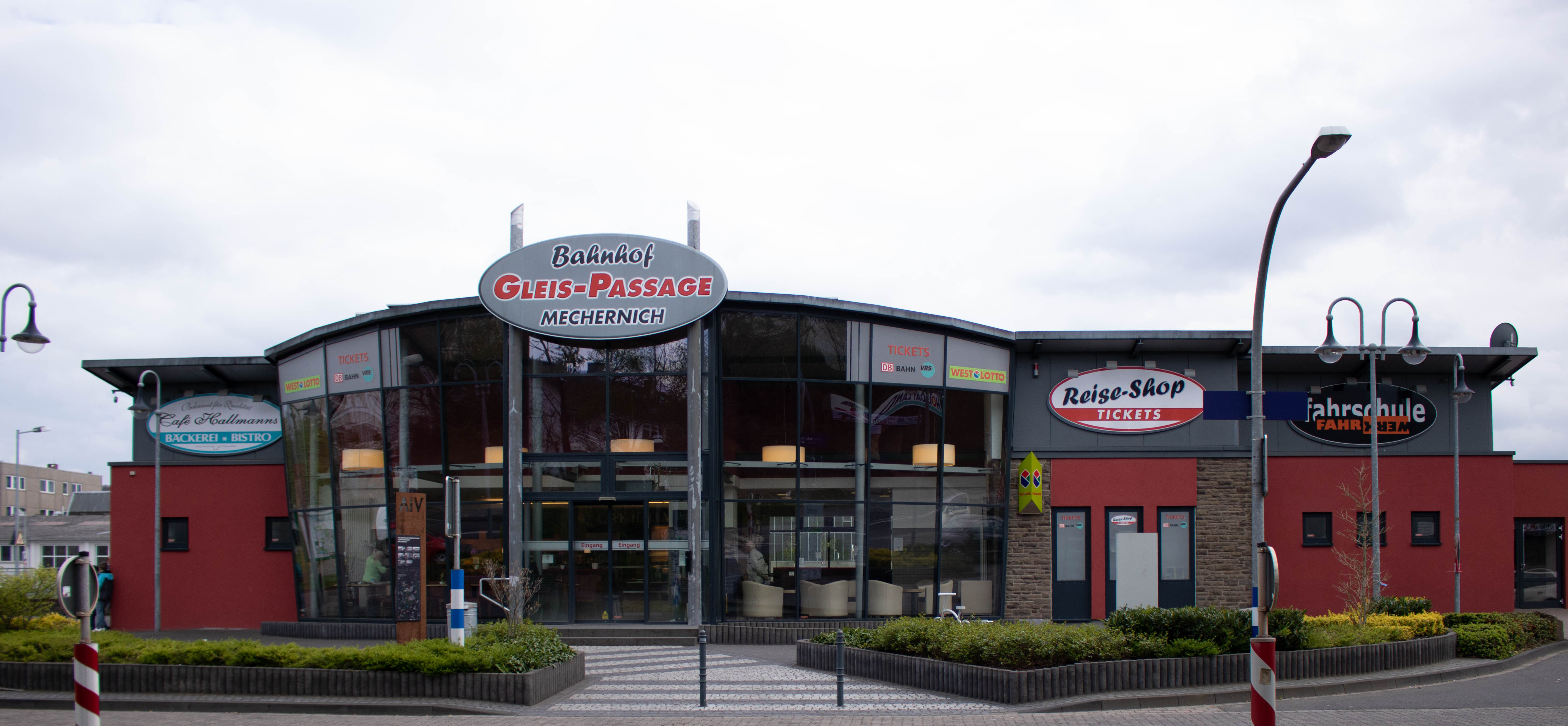
Station Mechernich (2017)
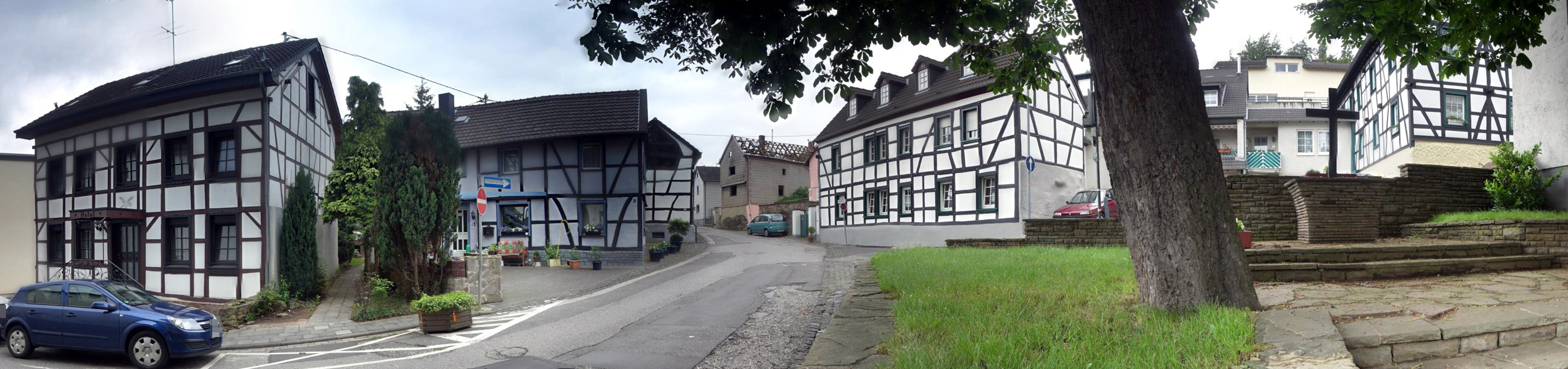
Turmhofstraße
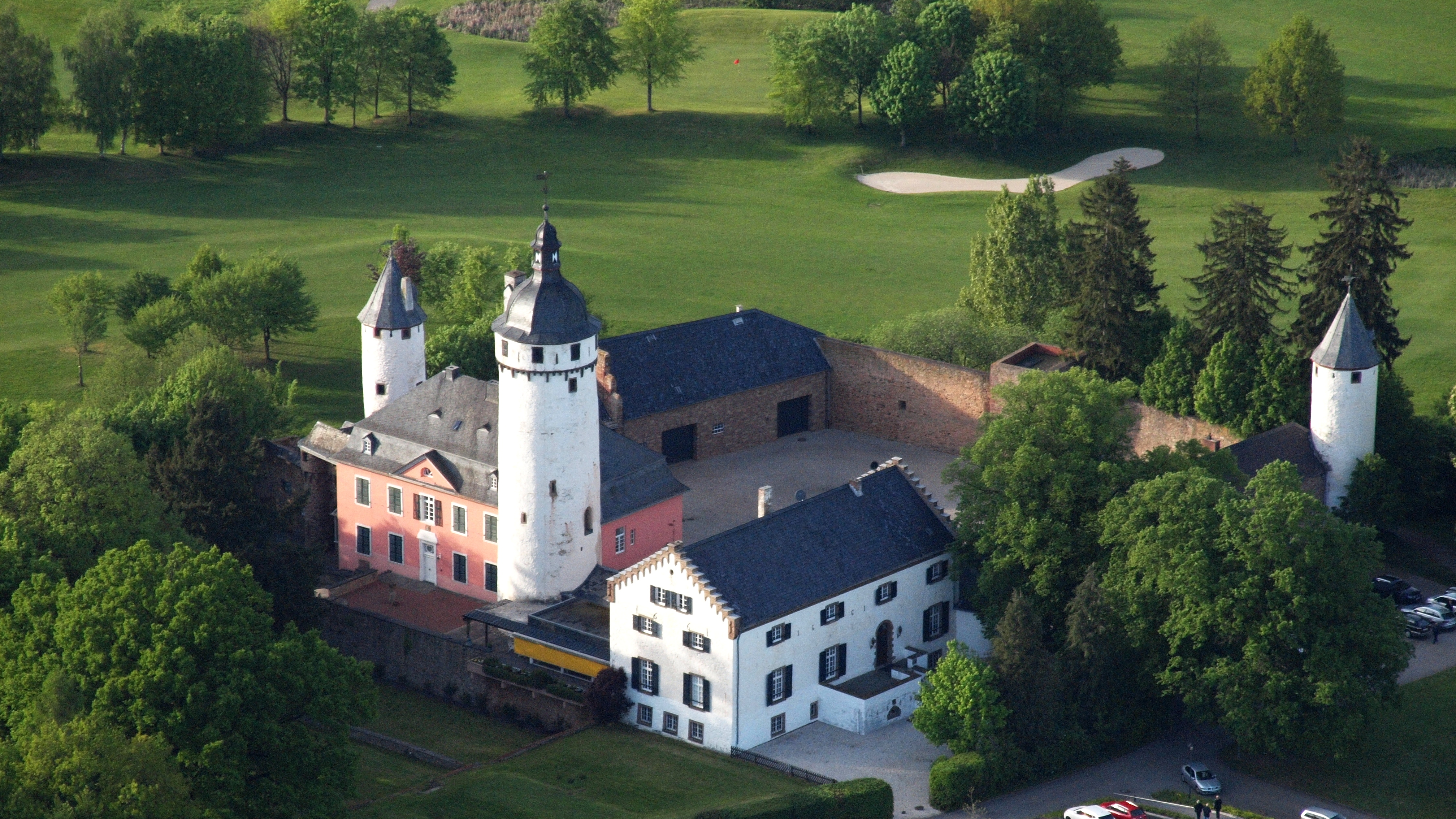
Burg Zievel
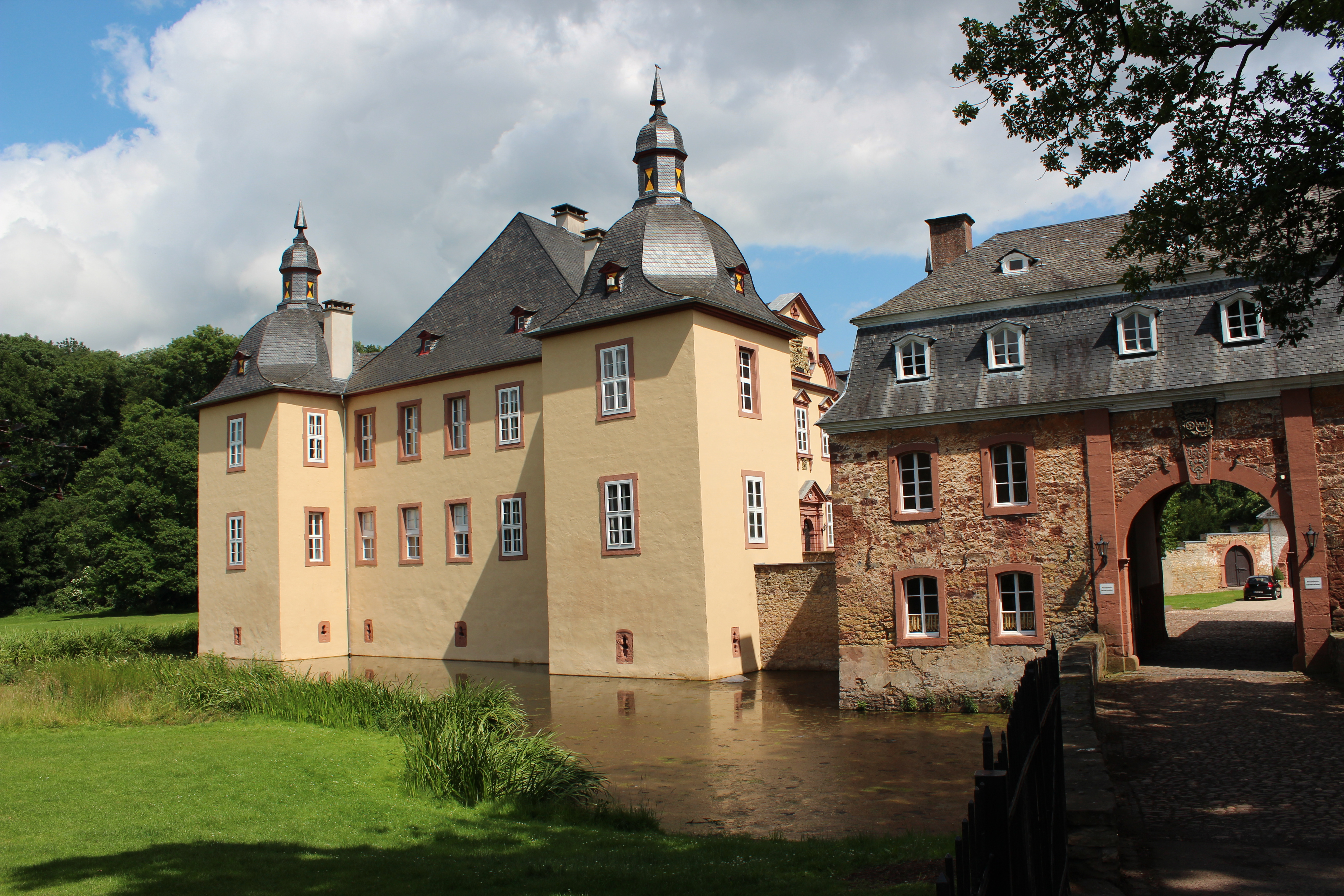
Schloss Eicks
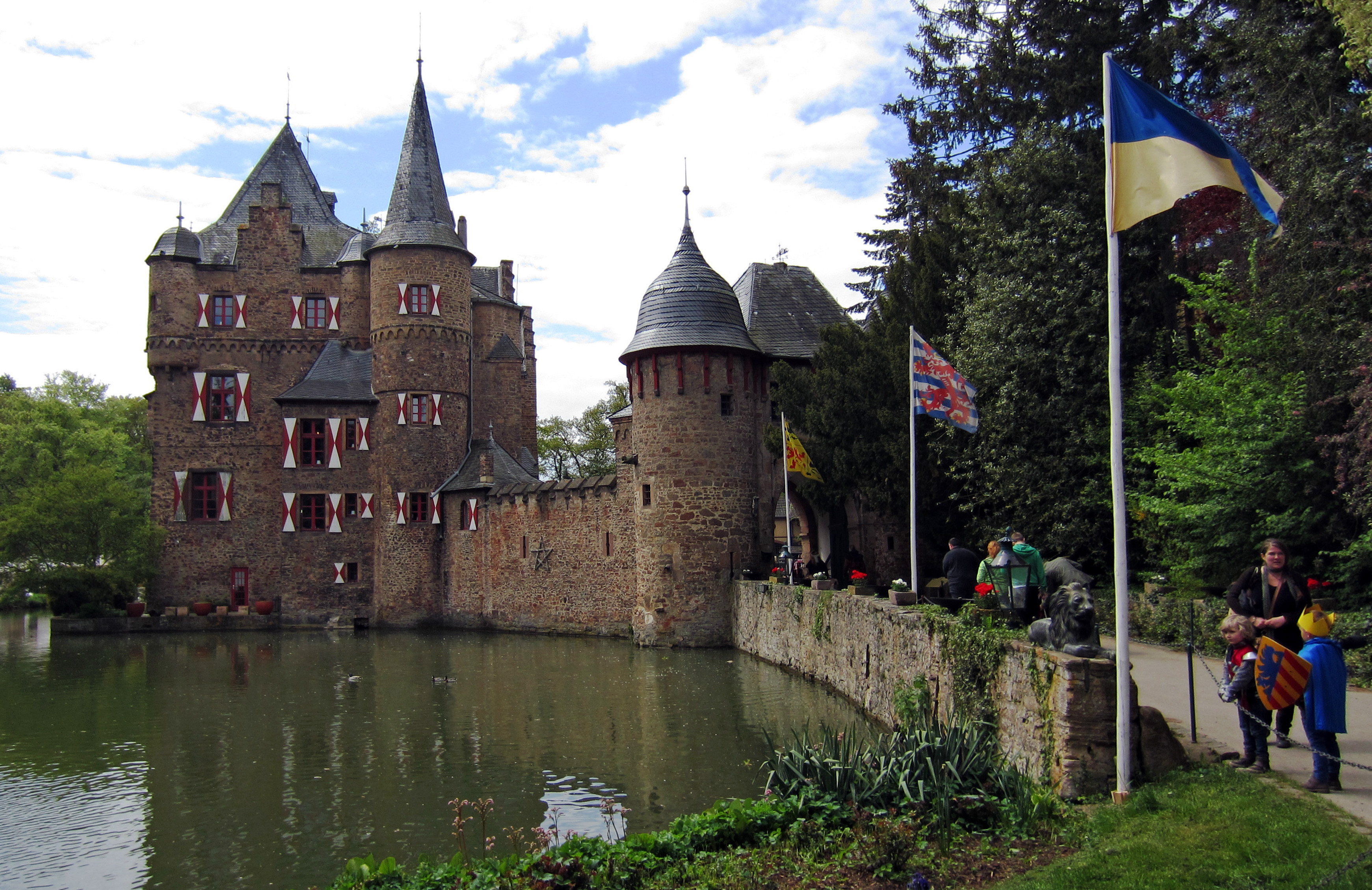
Burg Satzvey

## Partnergemeentes
- Nyons (Frankrijk)
- Skarszewy (Polen)

Bad Münstereifel · Blankenheim · Dahlem · Euskirchen · Hellenthal · Kall · Mechernich · Nettersheim · Schleiden · Weilerswist · Zülpich